# Камінчук Анатолій Семенович
Камінчук Анатолій Семенович (* 19 лютого 1939, Київ — 1 грудня 2021) — український письменник.

## Біографія
Анатолій Камінчук народився 1939 року в Києві в сім'ї службовця.

Коли почалася війна, його батько — Семен Камінчук — пішов на фронт — в 1943 році загинув у боях під Житомиром.

Мати, Марина Федорівна, разом із сином переїхала у село Луб'янку (Бородянський район Київської області) до свого батька Федора Івановича Петренка, де потім Анатолій закінчив середню школу.

Після служби в армії, закінчив філологічний факультет Київського державного університету ім. Т. Г. Шевченка, працював учителем на Житомирщині.

Писати вірші Анатолій почав ще в школі. Перший вірш надрукував у районній газеті, коли навчався у дев'ятому класі. Він називався «Десятикласнику», 1956 рік.

В 1958 році газета «Київська правда» подала велику добірку віршів поета-початківця з передмовою Платона Воронька.

У 1969 році вийшла перша збірка віршів Анатолія Камінчука «Свічадо», тоді ж він переїхав до Києва.

Працював у журналі «Малятко», у видавництві «Дніпро», завідувачем відділу, заступником головного редактора журналу «Київ».

Друкувався у журналах «Україна», «Дніпро», «Вітчизна» тощо.

Анатолій Камінчук видав більше десяти збірок віршів для дітей.

Вийшли друком його книжки віршів та прози, книжка оповідань, новел, етюдів та образків «Білий сніг кульбаб». Пише також статті, публіцистику, друкується в періодиці.

Окремі вірші поета перекладено російською, молдавською, азербайджанською та польською мовами.

Член Національної Спілки письменників України.

## Творчі набутки
Автор книжок:
- «Свічадо» («Молодь», 1969);
- «Кленовий поріг» («Молодь», 1973);
- «Рілля» («Радянський письменник.», 1979);
- «Червона легінь» («Радянський письменник», 1986);
- «Хочу азбуку вивчати» (1991)
- «Червона клечань»;
- «Хліб-сіль»,
- Книжки оповідань та етюдів «Білий сніг кульбаб»
- "Клекіт лелек" (2013)

Збірки віршів для дітей:
- «Ластівки»,
- «Равлик-Павлик»,
- «Дятлик школу відкриває»,
- «Трамвайчик»,
- «Веселе полювання»,
- «Льодохід» («Веселка», 1985);
- «Прапорець» («Веселка», 1986).
- "Книжка для Олі" (2014)

Книги, видані видавництвом «Навчальна книга — Богдан»:
- Бабуся-Зимуся (2007);
- Кольорова книжечка (2007);
- Рідний край (2007);
- Зелені їжаки. (2007);
- Завірюха (2007);
- Малювальниця (2008);
- В гостях у білочки (2010);
- Кіт пита у кота (2010).

## Цитати
«Пригадую себе маленьким: надворі хуга, заметіль, зима. На вікнах «білі лисиці» — це Морозенко розмалював шибки. А в хаті холодно, а за вікном — світу білого не видко— завіяло, намело аж під стріху. Сиджу біля вікна й розглядаю химерні візерунки на склі, прохукую на шибках прозоре віконечко — ой леле, як там цікаво! У пухнастому інеї сині дерева, на гілках снігурі,  синички, горобчики. На паркані, на дротах шапки  снігу. А сніг іскристий, рожевий, лискучий. Тоді ще не було ні телевізора, ні домашнього кіно, а були в мене кольорові олівці, які мама подарувала на день народження. І я взявся до малювання. Хотілося це побачене диво перенести на папір. І застрибали, як живі, зайчики та білочки, повиростали химери-дивовижі, а хурделила сніговиця, заграла у переливах сонця райдуга-веселиця. Не зчувся, як і день минув. Повернулася мама з роботи.Похвалила за малювання.  А  тоді мені  забажалося ще  й віршики до малюнків зробити. Не пам’ятаю, які вони були, ті віршики. Та головне — ті рядочки сподобалися мамі, і вона мене знову похвалила. Мабуть, саме відтоді я й почав римувати, тобто писати вірші. Отой радісний і святковий стан душі бережу в собі, коли беруся за перо, коли мережу рядки, коли пишуться вірші для Вас, малята».' 

## Нагороди
- Літературна премія імені Лесі Українки (2000) ;
- Літературна премія імені Наталі Забіли
- Премія імені Дмитра Нитченка
- Літературна премія «Благовіст»,
- Літературна премія “Світ павутинки" імені Віктора Близнеця